# Symfonie nr. 4 (Vine)
Carl Vine voltooide zijn eerste versie van zijn Symfonie nr. 4 in 1993.
Het werk was geschreven in opdracht van en voor het Sydney Youth Orchestra, die het dan ook uitvoerde op 23 mei 1993. Henryk Piasrek dirigeerde. De componist was er niet tevreden over en bewerkte in 1998 de compositie zodanig dat een nieuw werk ontstond, de symfonie 4.2; het is dan ook deze versie die op compact disc is vastgelegd. De eerste uitvoering van Symfonie 4.2. moest nog langer op zich laten wachten. Het Sydney Symfonie Orkest gaf die op 18 oktober 2000, de slagwerksolisten waren dezelfde "Syngery", alles onder leiding van Carlo Rizzi.

## Muziek
Net als de voorgaande symfonieën van Vine bestaat het werk slechts uit één deel. Echter in tegenstelling tot de voorgaande is er bijna een duidelijke scheiding tussen de secties te horen. Bijna de gehele symfonie is er een dreigende sfeer te horen, pas in de laatste passage, een soort coda lost de dreiging op. Een vergelijking met zijn andere symfonieën zit in de opbouw. Fragmenten met lange tonen/noten wordt afgewisseld met agressief klinkende fragmenten met staccatotonen.
De symfonie begint zeer rustig in de strijkerssectie, maar al snel is een zeer staccato-fragment te horen, die het beeld verstoort. Na een beperkt aantal seconden keert de rustige muziek weer terug en heeft de eerst onschuldig klinkende muziek haar onschuld verloren. Een constante dreiging van een interruptie blijft boven de muziek van de eerste sectie hangen. Een eenzame piano wandelt als het ware door de rustige muziek heen. De tweede sectie heeft iets weg van het oude scherzo. Een motief, dat zo uit de minimal music van Steve Reich lijkt weggelopen te zijn, zet het in gang, maar kan zichzelf niet handhaven. De muziek keert terug naar de rustige muziek. Na uitgerust te zijn komt het motief als in een trio terug. De symfonie komt na die passage in rustiger vaarwater, waarbij er een hoofdrol is weggelegd voor de althobo. De rust wordt echter steeds verstoord doordat er hier en daar accenten worden gelegd door diverse percussie-instrumenten. Dit segment van de symfonie leunt het dichtst aan tegen de klassieke symfonie. Steeds minder accenten verstoren het beeld en de symfonie klinkt daarbij steeds lichter van toon. De slotmaten beginnen met een solo voor de eerste violist, de slotnoten zijn voor de klarinet. In weerwil van de moderniteit klinkt de slotnoot als “klassiek”.

### Orkestratie
- 2 dwarsfluiten waarvan 1 ook piccolo, 2 hobo’s 1 ook althobo, 2 klarinetten, waarvan 1 ook basklarinet, 2 fagotten waarvan 1 ook contrafagot;
- 4 hoorns, 3 trompetten, 2 trombones, 1 bastrombone, 1 tuba
- pauken, 3 man/vrouw percussie, 1 piano,
- violen, altviolen, celli, contrabassen

## Discografie
- Uitgave ABC Classics: het Sydney Symphony Orchestra o.l.v. Edo de Waart